# Gare de Beaufort
La gare de Beaufort était une gare ferroviaire luxembourgeoise de la ligne de Grundhof à Beaufort, située sur le territoire de la commune de Beaufort, dans le canton d'Echternach.
C'était une gare voyageurs de la Société nationale des chemins de fer luxembourgeois (CFL), avant sa fermeture en 1948.

## Situation ferroviaire
Établie à xx mètres d'altitude, la gare de Beaufort était située au point kilométrique (PK) 7,255 de la ligne de Grundhof à Beaufort de la Société anonyme luxembourgeoise des chemins de fer et minières Prince-Henri, à voie métrique.

## Histoire
La gare de Beaufort est mise en service par la Compagnie des chemins de fer Prince-Henri, lors de l'ouverture à l'exploitation de la seconde section de la ligne de Grundhof à Beaufort, ouverte initialement le 31 août 1904 jusqu'aux carrières de Dillingen, le 5 novembre 1911. 
Cette extension marque l'ouverture de la ligne au trafic voyageurs en 1911 ; cette même ligne ferme définitivement le 2 mai 1948.

## Service des voyageurs
Gare fermée depuis le 2 mai 1948. L'école primaire du village a été construite à la place.